# DistroWatch
DistroWatch es un sitio web que compila noticias, enlaces con análisis, capturas de pantalla e informaciones de actualización, lanzamientos o desarrollos, y establece un ranking de popularidad, relacionando todo este conjunto de características a las distribuciones de los sistemas operativos GNU/Linux, BSD, Solaris y sus derivados. Además, alberga otras informaciones sobre aplicaciones libres y de código abierto. 
DistroWatch facilita, en cierta medida, la comparación de las distribuciones y las características que diferencian a unas de otras, ya que, se puede encontrar bastante información en un solo lugar. 
El contenido de Distrowatch puede ser accedido en los siguientes idiomas: inglés, francés, español/castellano, alemán, albanés, bosnio, japonés, hebreo, danés, noruego Bokmål, bengalí, catalán, persa, polaco, vietnamita, chino tradicional, entre muchos otros.

## Origen
El sitio fue iniciado el 31 de mayo de 2001, y desde entonces lo mantiene Ladislav Bodnar. En sus inicios, solamente contaba con una tabla muy simple con las cinco Distribuciones Linux más grandes en aquel momento, donde se comparaban varias características (precio, versión, fecha de realización, etc.).
Con el tiempo, el sitio ha aumentado en contenido y especificación de este. El crecimiento en desarrollo de las distribuciones GNU/Linux, BSD, y Solaris, y su uso masivo y diversificación, ha permitido mantener una gran base de datos relacionados con las continuas modificaciones, actualizaciones y discontinuidades del software libre y de código abierto en general.

## Estadísticas
En lo referente a las estadísticas presentes en esta página web, Bodnar dice: 

Quisiera creer que hay una cierta verdad en las cifras, pero con toda honestidad, realmente no significan mucho y no deberían ser tomadas muy seriamente, debido a que representa simplemente la cantidad de clics sobre el enlace a cada página web de cada distribución.

La estadística de DistroWatch se cita a menudo como guía sobre la popularidad de las distribuciones. Se ha llamado a su contador de hits (o visitas) el mejor barómetro de las distribuciones GNU/Linux en Internet. No obstante, se debe tomar en consideración lo que dice su autor. 
Se ha indicado que el sistema de votación de DistroWatch no está protegido contra los votos múltiples unipersonales, y se ha acusado a ciertas distros de realizar estas acciones, por lo que el sitio puede ser más interesante por la manera simple de mostrar características de las distribuciones, que por la fiabilidad de la medida de su popularidad.

### Algunos datos de visitas[5][6][7][8][9][10][11]
| Año  | Puesto | Distribución  | Visitas Diarias | Notas                                   |
| ---- | ------ | ------------- | --------------- | --------------------------------------- |
| 2002 | 1      | Mandrake      | 473             | Actualmente llamada Mandriva            |
| 2002 | 2      | Red Hat Linux | 453             |                                         |
| 2002 | 3      | Gentoo        | 326             |                                         |
| 2002 | 4      | Debian        | 311             |                                         |
| 2002 | 5      | Sorcerer      | 253             |                                         |
| 2003 | 1      | Mandrake      | 770             |                                         |
| 2003 | 2      | Red Hat Linux | 631             |                                         |
| 2003 | 3      | Knoppix       | 489             |                                         |
| 2003 | 4      | Gentoo        | 460             |                                         |
| 2003 | 5      | Debian        | 428             |                                         |
| 2004 | 1      | Mandrake      | 1457            |                                         |
| 2004 | 2      | Fedora        | 1202            | Basada en la comunidad de Red Hat Linux |
| 2004 | 3      | Knoppix       | 910             |                                         |
| 2004 | 4      | SUSE          | 858             |                                         |
| 2004 | 5      | Debian        | 832             |                                         |
| 2005 | 1      | Ubuntu        | 2546            | Basada en Debian                        |
| 2005 | 2      | Mandriva      | 1664            |                                         |
| 2005 | 3      | SUSE          | 1451            |                                         |
| 2005 | 4      | Fedora        | 1211            | Basada en la comunidad de Red Hat Linux |
| 2005 | 5      | MEPIS         | 1145            |                                         |
| 2006 | 1      | Ubuntu        | 2640            | Basada en Debian                        |
| 2006 | 2      | openSUSE      | 2027            | Basada en la comunidad SUSE Linux       |
| 2006 | 3      | Fedora        | 1444            | Basada en la comunidad de Red Hat Linux |
| 2006 | 4      | MEPIS         | 1045            |                                         |
| 2006 | 5      | Mandriva      | 1015            |                                         |
| 2007 | 1      | Ubuntu        | 2519            | Basada en Debian                        |
| 2007 | 2      | PCLinuxOS     | 2502            |                                         |
| 2007 | 3      | openSUSE      | 1596            |                                         |
| 2007 | 4      | Fedora        | 1332            | Basada en la comunidad de Red Hat Linux |
| 2007 | 5      | Sabayon       | 1087            |                                         |
| 2008 | 1      | Ubuntu        | 2325            | Basada en Debian                        |
| 2008 | 2      | openSUSE      | 1740            |                                         |
| 2008 | 3      | Linux Mint    | 1458            | Basada en Ubuntu                        |
| 2008 | 4      | Fedora        | 1376            | Basada en la comunidad de Red Hat Linux |
| 2008 | 5      | PCLinuxOS     | 1147            |                                         |
| 2009 | 1      | Ubuntu        | 2249            | Basada en Debian                        |
| 2009 | 2      | Fedora        | 1569            | Basada en la comunidad de Red Hat Linux |
| 2009 | 3      | Linux Mint    | 1408            | Basada en Ubuntu                        |
| 2009 | 4      | openSUSE      | 1367            |                                         |
| 2009 | 5      | Debian        | 1034            |                                         |
| 2010 | 1      | Ubuntu        | 2185            | Basada en Debian                        |
| 2010 | 2      | Fedora        | 1569            | Basada en la comunidad de Red Hat Linux |
| 2010 | 3      | Linux Mint    | 1487            | Basada en Ubuntu                        |
| 2010 | 4      | openSUSE      | 1231            |                                         |
| 2010 | 5      | Debian        | 1067            |                                         |
| 2011 | 1      | Linux Mint    | 2618            | Basada en Ubuntu                        |
| 2011 | 2      | Ubuntu        | 2192            | Basada en Debian                        |
| 2011 | 3      | Fedora        | 1628            | Basada en la comunidad de Red Hat Linux |
| 2011 | 4      | Debian        | 1405            |                                         |
| 2011 | 5      | openSUSE      | 1386            |                                         |
| 2012 | 1      | Linux Mint    | 3752            | Basada en Ubuntu                        |
| 2012 | 2      | Mageia        | 2095            | Basada en Mandriva                      |
| 2012 | 3      | Ubuntu        | 2045            | Basada en Debian                        |
| 2012 | 4      | Fedora        | 1560            |                                         |
| 2012 | 5      | openSUSE      | 1348            |                                         |
| 2013 | 1      | Linux Mint    | 3614            | Basada en Ubuntu                        |
| 2013 | 2      | Ubuntu        | 1933            | Basada en Debian                        |
| 2013 | 3      | Debian        | 1831            |                                         |
| 2013 | 4      | Mageia        | 1728            | Basada en Mandriva                      |
| 2013 | 5      | Fedora        | 1480            |                                         |
| 2014 | 1      | Linux Mint    | 2897            | Basada en Ubuntu                        |
| 2014 | 2      | Ubuntu        | 2022            | Basada en Debian                        |
| 2014 | 3      | Debian        | 1678            |                                         |
| 2014 | 4      | openSUSE      | 1278            |                                         |
| 2014 | 5      | Fedora        | 1268            |                                         |
| 2015 | 1      | Linux Mint    | 3084            | Basada en Ubuntu                        |
| 2015 | 2      | Debian        | 1810            |                                         |
| 2015 | 3      | Ubuntu        | 1617            | Basada en Debian                        |
| 2015 | 4      | openSUSE      | 1341            |                                         |
| 2015 | 5      | Fedora        | 1148            |                                         |
| 2016 | 1      | Linux Mint    | 2905            | Basada en Ubuntu                        |
| 2016 | 2      | Debian        | 1819            |                                         |
| 2016 | 3      | Ubuntu        | 1576            | Basada en Debian                        |
| 2016 | 4      | openSUSE      | 1277            |                                         |
| 2016 | 5      | Manjaro       | 1145            | Basada en Arch Linux                    |
| 2017 | 1      | Linux Mint    | 2757            | Basada en Ubuntu                        |
| 2017 | 2      | Debian        | 1903            |                                         |
| 2017 | 3      | Manjaro       | 1764            | Basada en Arch Linux                    |
| 2017 | 4      | Ubuntu        | 1498            | Basada en Debian                        |
| 2017 | 5      | Antergos      | 1208            | Basada en Arch Linux                    |
| 2018 | 1      | Manjaro       | 3789            | Basada en Arch Linux                    |
| 2018 | 2      | Linux Mint    | 2491            | Basada en Ubuntu                        |
| 2018 | 3      | MX Linux      | 1742            | Basada en Debian                        |
| 2018 | 4      | elementary    | 1717            | Basada en Ubuntu                        |
| 2018 | 5      | Ubuntu        | 1505            | Basada en Debian                        |
| 2019 | 1      | MX Linux      | 4611            | Basada en Debian                        |
| 2019 | 2      | Manjaro       | 2847            | Basada en Arch Linux                    |
| 2019 | 3      | Linux Mint    | 2142            | Basada en Ubuntu                        |
| 2019 | 4      | Debian        | 1507            |                                         |
| 2019 | 5      | Ubuntu        | 1465            | Basada en Debian                        |
| 2020 | 1      | MX Linux      | 3909            | Basada en Debian                        |
| 2020 | 2      | Manjaro       | 2690            | Basada en Arch Linux                    |
| 2020 | 3      | Linux Mint    | 2345            | Basada en Ubuntu                        |
| 2020 | 4      | Ubuntu        | 1602            | Basada en Debian                        |
| 2020 | 5      | Pop!_OS       | 1492            | Basada en Ubuntu                        |
| 2021 | 1      | MX Linux      | 3384            | Basada en Debian                        |
| 2021 | 2      | EndeavourOS   | 2601            | Basada en Arch Linux                    |
| 2021 | 3      | Manjaro       | 2302            | Basada en Arch Linux                    |
| 2021 | 4      | Linux Mint    | 2067            | Basada en Ubuntu                        |
| 2021 | 5      | Pop!_OS       | 1668            | Basada en Ubuntu                        |
| 2022 | 1      | MX Linux      | 2667            | Basada en Debian                        |
| 2022 | 2      | EndeavourOS   | 2242            | Basada en Arch Linux                    |
| 2022 | 3      | Linux Mint    | 2085            | Basada en Ubuntu                        |
| 2022 | 4      | Manjaro       | 1375            | Basada en Arch Linux                    |
| 2022 | 5      | Pop!_OS       | 1149            | Basada en Ubuntu                        |
| 2023 | 1      | MX Linux      | 2668            | Basada en Debian                        |
| 2023 | 2      | Linux Mint    | 2097            | Basada en Ubuntu                        |
| 2023 | 3      | EndeavourOS   | 1942            | Basada en Arch Linux                    |
| 2023 | 4      | Debian        | 1360            |                                         |
| 2023 | 5      | Manjaro       | 1335            | Basada en Arch Linux                    |
| 2024 | 1      | MX Linux      | 2377            | Basada en Debian                        |
| 2024 | 2      | Linux Mint    | 2326            | Basada en Ubuntu                        |
| 2024 | 3      | EndeavourOS   | 1686            | Basada en Arch Linux                    |
| 2024 | 4      | Debian        | 1282            |                                         |
| 2024 | 5      | Manjaro       | 1169            | Basada en Arch Linux                    |

#### Las más visitadas según el registro
| Puesto | Distribución | Base                 | Lanzamiento inicial | Sumatoria de visitas diarias |
| ------ | ------------ | -------------------- | ------------------- | ---------------------------- |
| 1      | Linux Mint   | Basada en Ubuntu     | 2006                | 45033                        |
| 2      | Ubuntu       | Basada en Debian     | 2004                | 35637                        |
| 3      | MX Linux     | Basada en Debian     | 2017                | 21358                        |
| 4      | Debian       |                      | 1993                | 19233                        |
| 5      | Manjaro      | Basada en Arch Linux | 2011                | 18416                        |